# Opuntia atrispina
Opuntia atrispina ist eine Pflanzenart in der Gattung der Opuntien (Opuntia) aus der Familie der Kakteengewächse (Cactaceae). Das Artepitheton atrispina leitet sich von den lateinischen Worten ater für ‚schwarz‘ sowie -spinus für ‚bedornt‘ ab.

## Beschreibung
Opuntia atrispina wächst niedrig strauchig, ist ausgebreitet  und bildet Gruppen von bis zu 2 Meter Durchmesser. Manchmal wird ein Stamm von bis zu 60 Zentimeter Durchmesser ausgebildet. Die hellgrünen, fast kreisrunden Triebabschnitte sind 10 bis 15 Zentimeter lang. Ihre anfangs gelben Glochiden werden später bräunlich. Areolen  an der Basis der Triebabschnitte sind häufig unbedornt. Von den zwei bis vier abgeflachten Dornen sind einige ausgebreitet. Sie sind dunkelbraun und besitzen eine schwarze Basis.
Die gelben Blüten werden im Alter orange. Die Früchte sind rötlich purpurfarben.
Die Chromosomenzahl beträgt 2n = 22 oder 66.

## Verbreitung, Systematik und Gefährdung
Opuntia atrispina ist in den Vereinigten Staaten im Süden des Bundesstaates Texas sowie im mexikanischen Bundesstaat Coahuila in Höhenlagen von 450 bis 600 Metern verbreitet.
Die Erstbeschreibung erfolgte 1910 durch David Griffiths.
In der Roten Liste gefährdeter Arten der IUCN wird die Art als „Least Concern (LC)“, d. h. als nicht gefährdet geführt. Die Entwicklung der Populationen wird als stabil angesehen.

## Nachweise